# Мархфельд
Мархфельд (нім. Marchfeld) або Моравське поле (чеськ. Moravské pole) — рівнина на сході Нижньої Австрії, на північ від Дунаю. Одна з найбільших в Австрії.

## Географія
Займає приблизно 900 км2 від Відня на заході до Морави на сході. З півдня обмежена заплавою Дунаю, на півночі — горбистою місцевістю, що простягнулася від Придунайської гори Бізамберг до містечка Ангерн-ан-дер-Марх на Мораві. Приблизно збігається з південною частиною округу Гензерндорф.

## Економіка
Регіон Мархфельду традиційно є постачальником овочів для Відня, і взагалі вважається «житницею Австрії». Від 1930-х років тут також видобувають нафту і природний газ.
Попри назву «житниці Австрії», Мархфельд є найсухішим регіоном країни з середньорічною кількістю опадів 550 мм. Для боротьби зі зниженням рівня ґрунтових вод у кінці XX століття створено канал Мархфельд, який підводить воду з Дунаю. Проти вивітрювання грунтів застосовують лісозахисні смуги.